# Västerbotten-Käse

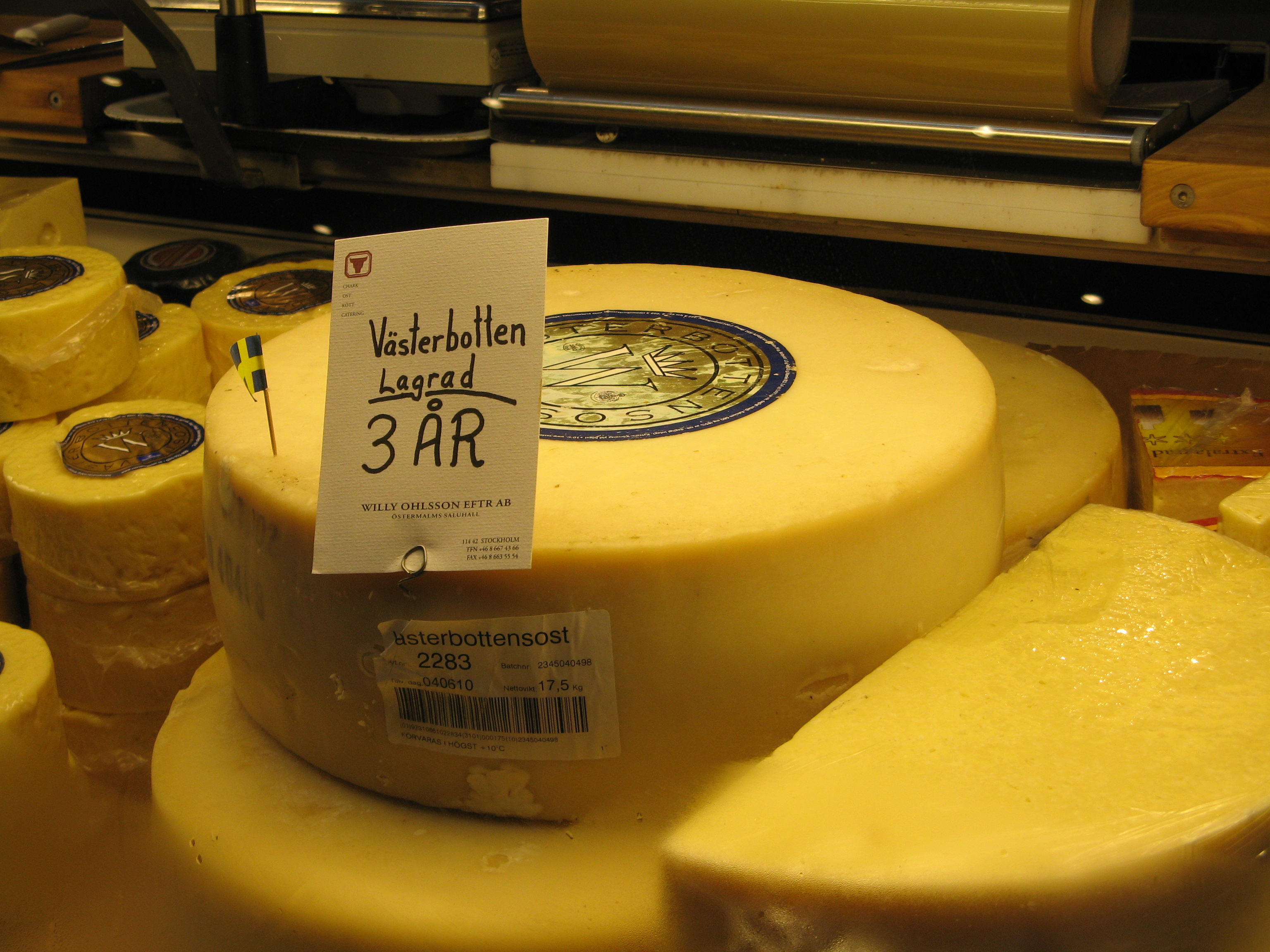
Drei Jahre alter Västerbotten-Käse

Der Västerbotten-Käse (schwedisch västerbottensost) ist ein relativ würziger schwedischer Hartkäse, der seit den 1870er Jahren hergestellt wird. Noch heute wird der Käse von der Meierei Norrmejerier im Västerbottener Ort Burträsk produziert.
In unmittelbarer Nähe zur Meierei und den Lagerräumen liegt das Haus Ostens lager (deutsch „Käselager“), von dem die Arbeit im Lager verfolgt werden kann. Dort befindet sich auch das „Käsehaus“ (Ostens hus) mit einer ständigen Ausstellung über die Geschichte der Meierei.

## Herstellung und Lagerung
Beim Käsen wird die Mischung kontinuierlich umgerührt und mehrmals aufgewärmt, was typisch für diese Käsesorte ist. Nach dem Käsen wird in einem etwa 24 Stunden langen Prozess dem Käse die Molke abgepresst und mehrfach gewendet. Anschließend wird der Käse mit Datum, Fettgehalt sowie Herstellungsjahr versehen.
Nachdem der Käse drei Tage in einer Salzlake gebadet wurde, wird er in ein Lager in Anäset zwischen Umeå und Skellefteå gebracht, in dem er 18 Tage lang bei 18 Grad aufbewahrt wird. Dabei wird ihm Wasser entzogen und es entsteht bei der Trocknung eine erste Schutzschicht aus Wachs. Während dieser 18 Tage wird der Käse jeden Morgen gewendet. Nach dem Vorgang wird er in ein Lager zur weiteren Reifung gebracht, in dem eine Temperatur von 12 Grad und eine Luftfeuchtigkeit von 50 Prozent herrscht. Während der Lagerung werden die Käselaibe kontrolliert und auf einer Skala von 1 bis 5 bewertet. Die Laibe, die mit einer Eins bewertet wurden, werden direkt an die Nahrungsmittelindustrie veräußert, während die übrigen 90 Prozent erst nach zwölf Monaten Lagerung an den Großhandel verkauft werden.

## Geschichte
Nach einer Legende entstand der Västerbotten-Käse durch Zufall am Ende des Jahres 1872, als die Molkereiangestellte Ulrika Eleonora Lindström allein in der Burträsker Altstadt-Meierei arbeitete. Sie unterbrach die Arbeit mit dem Västgöta-Käse (Västgötaosten) wegen anderweitiger Beschäftigungen, die angeblich einer Liaison galten. Das führte dazu, dass die Käsemasse in mehreren Durchgängen abgekühlt und aufgewärmt wurde. Trotz des Missgeschickes erhielt der Käse unerwartet einen guten Geschmack und wurde schnell zu einem Erfolg in ganz Schweden.
Anfang des 20. Jahrhunderts wurde der Västerbotten-Käse in zahlreichen Molkereien hergestellt, deren Produktqualität stark unterschiedlich war. Daher beantragten die Käsemolkereien der Provinz Västerbottens län, den Käse als eingetragenes Warenzeichen zu registrieren, um so eine gleichbleibende Qualität zu garantieren. Seither werden alle Västerbotten-Käse mit einem gekrönten W versehen.